# Ernst Münch (Historiker, 1798)

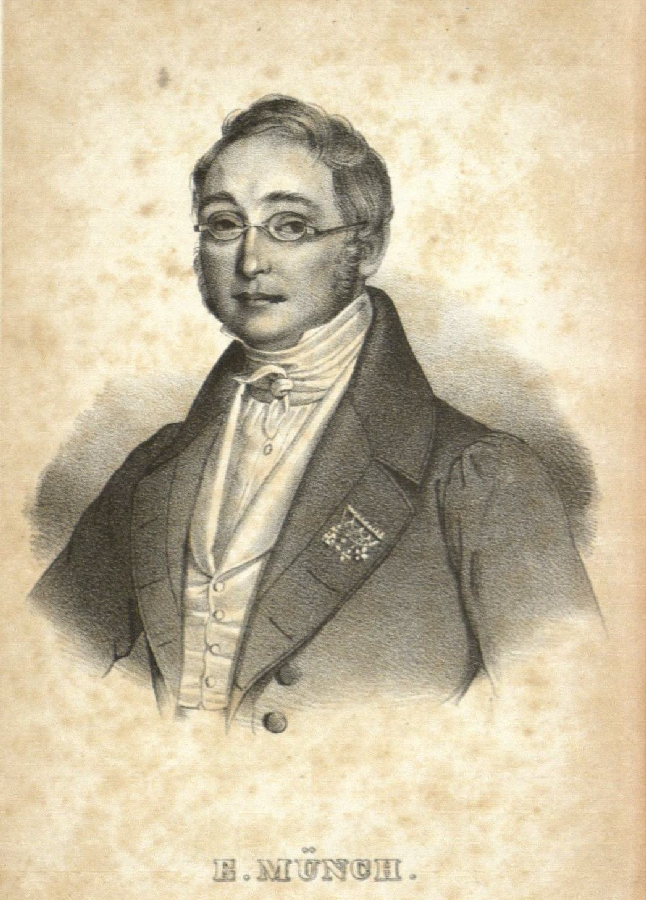
Ernst Münch

Ernst Münch, wie er selbst sich durchweg, auch im Titel seiner Werke, nannte, mit vollem Taufnamen: Ernst Hermann Joseph Münch, (* 25. Oktober 1798 in Rheinfelden; † 9. Juli 1841 ebenda) war ein Schweizer Historiker, Bibliothekar und Hochschullehrer.

## Leben
Ernst Münch wurde in eine streng katholische Familie geboren. Er studierte Rechtswissenschaft an der Albert-Ludwigs-Universität Freiburg, wo er Freundschaft u. a. mit Karl von Rotteck und Heinrich Zschokke schloss. Er wurde 1815/16 Mitglied des Corps Helvetia, 1817 der Harmonie und war 1818 Mitbegründer der Genossenschaft, aus dem später die Freiburger Burschenschaft entstand. Nach Abschluss seines Studiums kehrte er in seine Heimat zurück und war kurzzeitig Substitut der Gerichtsschreiberei zu Aarau. 1819–1822 war er Lehrer an der Kantonsschule Aarau. 1824 wurde er Professor für Historische Hilfswissenschaften in Freiburg.
1828 wechselte er als Professor für Kirchengeschichte und Kirchenrecht an die Universität Lüttich. Doch wurde seine Stellung daselbst bald unhaltbar. Die katholischen Professoren bezeichneten ihn aufgrund der antirömischen Tendenz seiner Schriften als „Freigeist“; die liberalen, nach der Unabhängigkeit Belgiens strebenden Professoren unterstellten ihm, ein Parteigänger der Niederlande zu sein. So war er außerstande, Vorlesungen zu halten, und konzentrierte sich stattdessen auf historische Forschungen. Schon im Folgejahr folgte er daraufhin einem Ruf von König Wilhelm I. der Niederlande als Staatsbibliothekar nach Den Haag. Wilhelm I. (Württemberg) berief ihn 1831 als Bibliothekar der Königlichen Handbibliothek mit dem Titel Geheimer Hofrat nach Stuttgart.
Ernst Münch starb, nur zwei Monate nach dem Tode seiner Frau, im 43. Lebensjahr an den Folgen eines Schlaganfalls. Er hinterließ 4 Kinder. Sein Sohn Arnold Münch war Politiker (Nationalrat), Unternehmer und Privathistoriker in der Schweiz.

## Veröffentlichungen
In seinen Büchern widmete sich Münch der Neuzeitgeschichte europäischer Länder und europäischer Zeitgeschichte (Baden, Württemberg, Schweiz, Niederlande, Belgien, Luxemburg, Spanien, Portugal, Italien, Griechenland, Osmanisches Reich), der jüngeren Geschichte Lateinamerikas (Kolumbien, Brasilien), Biographien und historische Studien zu Persönlichkeiten der Renaissance, insbesondere von Frauen, sowie der Kirchengeschichte.

### Aus den Jahren in Freiburg
- Eidgenössische Lieder. Schweighauser, Basel 1822.
- Die Heerzüge des christlichen Europa wider die Osmanen und die Versuche der Griechen zur Freiheit. 5 Bde. Schweighauser, Basel 1822–1826, davon Bände 3 bis 5 mit separatem Titel:
  - 3: Die Geschichte der neuesten Begebenheiten mit den Osmanen, und die Ereignisse des großen Aufstandes der Hellenen bis zur Erklärung des Kongresses von Kalamata an die Fürsten und Völker Europas.
  - 4: Geschichte des Aufstandes der hellenischen Nation von der Ermordung des Patriarchen und Erklärung des Kongresses von Kalamata bis auf unsere Tage – Die Begebenheiten des Jahres 1821.
  - 5: Geschichte des Aufstandes der hellenischen Nation von der Ermordung des Patriarchen und Erklärung des Kongresses von Kalamata bis auf unsere Tage – Die Begebenheiten der Jahre 1822, 1823 und 1824.
- Die Schicksale der alten und neuen Kortes von Spanien. 2 Bde. Metzler, Stuttgart 1824–1827.
- Charitas Pirkheimer, ihre Schwestern und Nichten. Campe, Nürnberg 1826. (Digitalisat)
- Olympia Fulvia Morata. Beitrag zur Gelehrten-Geschichte Badens. Wagner, Freiburg im Breisgau 1827.
- Franz von Sickingens Thaten, Plane, Freunde und Ausgang. 3 Bde. Cotta, Stuttgart 1827–1829.
- König Enzius. Beitrag zur Geschichte der Hohenstaufen. Nast, Ludwigsburg 1828 (online); überarbeitete Neuausgabe unter dem Titel König Enzio. Nast, Stuttgart 1841.
- Grundriss einer teutschen Alterthumskunde. Wagner, Freiburg im Breisgau 1827.
- Grundzüge einer Geschichte des Repräsentativsystems in Portugal. Hinrichs, Leipzig 1827.
- Die Geschichte von Portugal. 3 Bde. Hilscher, Dresden 1827.
- Die Geschichte von Columbia. 2 Bde. Hilscher, Dresden 1828.
- Die Geschichte von Brasilien. 2 Bde. Hilscher, Dresden 1829.
- Vermischte historische Schriften. 2 Bde. Nast, Ludwigsburg 1828.

### Aus den Jahren in Lüttich und im Haag
- Geschichte des Hauses und Landes Fürstenberg. 3 Bde. Mayer, Aachen und Leipzig 1829–1832; fortgesetzt mit Bd. 4 von Carl Borromäus Alois Fickler, Karlsruhe 1847,  Band 1 und Band 2, Band 3 und 4 Band
- Geschichte des Hauses Nassau-Oranien. 3 Bde. Mayer, Aachen und Leipzig 1831–1833. (Digitalisat)
  - Band 1, 1831 (Digitalisat)
  - Band 2, 1832 (Digitalisat)
  - Band 3, 1833 (Digitalisat)
- Das Großherzogthum Luxemburg, integrirender Theil des teutschen Bundes. Vieweg, Braunschweig 1831. Digitalisat
- Karl von Rotteck. Geschildert nach seinen Schriften und nach seiner politischen Wirksamkeit, nebst einem Umriß seiner vorzüglichsten Lebensmomente und Andeutungen zur Geschichte des öffentlichen Geistes in Süd-Teutschland. Hartmann, Haag 1831. Digitalisat
- Erinnerungen an ausgezeichnete Frauen Italiens, ihr Leben und ihre Schriften. Renea von Este und ihre Töchter: Anna von Guise, Lukrezia von Urbina und Leonore von Este. Mayer, Aachen und Leipzig 1831. Digitalisat
- Maria von Burgund, nebst dem Leben ihrer Stiefmutter Margarethe von York. 2 Bde. Brockhaus, Leipzig 1832. Band 1
- Margaretha von Österreich, Oberstatthalterin der Niederlande. Scheible, Leipzig 1833. Digitalisat
- Heinrich Zschokke. Geschildert nach seinen vorzüglichsten Lebensmomenten und seinen Schriften, mit seinen Freunden und Feinden, nebst allerlei über Leben und Treiben, Geist und Ungeist in kleinen Republiken. Hartmann, Haag 1834. Digitalisat

### Aus den Jahren in Stuttgart
- Allgemeine Geschichte der neuesten Zeit. Von dem Ende des großen Kampfes der europäischen Mächte wider Napoleon Bonaparte bis auf unsere Tage. 6 Bde. Scheible, Leipzig 1833–1835
- Würtemberg in der neuesten Zeit. Nach dem Conversations-Lexicon der neuesten Zeit und Literatur und nach der Wirklichkeit beleuchtet. Carl Hoffmann, Stuttgart 1835.
- Biographisch-historische Studien. 2 Bde. Hallberger, Stuttgart 1836. Darin u. a.:
  - Sir Walter Raleigh
  - König Christiern II., das Täubchen von Amsterdam und Mutter Sigbrit (über Dyveke Sigbritsdatter)
  - Giulio Cesare (Lucilio) Vanini
  - Zur Geschichte des Lebens, des Charakters und der Regierung Königs Wilhelms I. der Niederlande
  - Die Ereignisse in Brüssel im Jahre 1830
  - Ferdinand Wanker, Professor der Moral und designierter Erzbischof von Freiburg
  - Stefano Porcaro
  - Vittoria Accoramboni
- Erinnerungen, Lebensbilder und Studien aus den ersten 37 Jahren eines deutschen Gelehrten. Mit Rückblicken auf das öffentliche, politische, intellektuelle und sittliche Leben von 1815 bis 1835 in der Schweiz, in Teutschland und den Niederlanden. 3 Bde. Müller, Karlsruhe 1836–1838 (Autobiographie).
- Römische Zustände und katholische Kirchenfragen der neuesten Zeit. Carl Hoffmann, Stuttgart 1838.
- Allgemeine Geschichte der katholischen Kirche. Von dem Ende des Tridentinischen Konziliums bis auf unsere Tage. 2 Bde. Müller, Karlsruhe 1838–1840. Von den geplanten sechs Bänden konnte Münch bis zu seinem frühen Tode nur zwei, den ersten und letzten, zum Druck befördern:
  - 1: Fra Paolo Sarpi. Sein Kampf mit dem römischen Kurialismus und dem Jesuitismus, nebst Rückblicken auf sein übriges Leben und Wirken und seine Denkwürdigkeiten
  - 6: Geschichte des Emser Kongresses und seiner Punktate, so wie der damit zusammenhängenden Nuntiatur- und Dispens-Streitigkeiten, Reformen und Fortschritte der teutschen katholischen Kirche zu Ende des achtzehnten Jahrhunderts
- Denkwürdigkeiten zur politischen, Reformations- und Sitten-Geschichte der drei letzten Jahrhunderte. Mit besonderer Rücksicht auf die Auswüchse der Institute des römischen Pabstthums, des Jesuitismus und der Möncherei. Hallberger, Stuttgart 1839.
- Mahmud II. Padischah der Osmanen. Sein Leben, seine Regierung und seine Reformen, nebst Blicken auf die nächste Gegenwart und die Zukunft des türckischen Reichs. Krabbe, Stuttgart 1839.
- Denkwürdigkeiten zur Geschichte der Häuser Este und Lothringen im XVI. und XVII. Jahrhundert. Hallberger, Stuttgart 1840 (online).

### Als Herausgeber
- Des teutschen Ritters Ulrich von Hutten sämmtliche Werke / Ulrichi ab Hutten equitis germani opera quae extant omnia, 5 Bände, Reimer, Berlin 1821–1825. Band 1, Band 2, Band 3, Band 4, Band 5